# 朝鮮中央歴史博物館

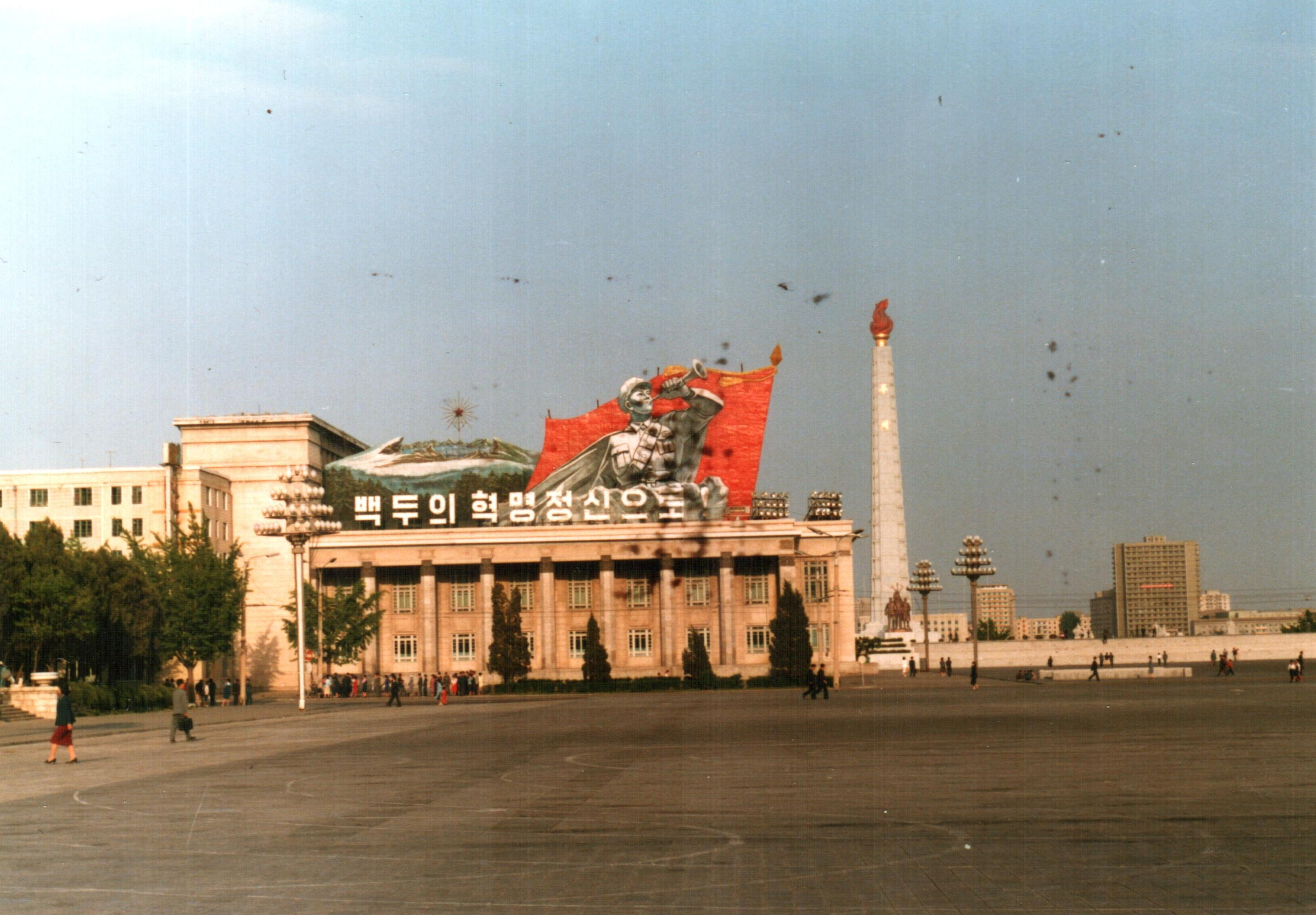
朝鮮中央歴史博物館と主体思想塔、1988年

朝鮮中央歴史博物館（ちょうせんちゅうおうれきしはくぶつかん）は、朝鮮民主主義人民共和国（北朝鮮）の平壌市にある歴史博物館。金日成広場に隣接した場所にある。1947年8月に完成。

## 概要
恐竜のジオラマに始まり、古代、原始時代の土器や青銅器、鉄器、装飾品などや、李氏朝鮮時代の朝鮮絵画や陶磁器など約10万点の文化遺産が所蔵、展示されており、朝鮮半島北部の歴史を通覧できるようになっている。
平壌に都があった高句麗と高麗に関しては、特に広いスペースを割いて展示しており、金メッキの甲冑を被った高句麗騎兵の実物大模型が展示されている。また、遼の侵攻や文禄・慶長の役、ジェネラル・シャーマン号事件などを迎え撃った、朝鮮半島に対する侵攻を防いだ歴史にも大きく触れているが、元へ高麗が服属したことや、清への朝貢、江華島事件など展示は一切無い。

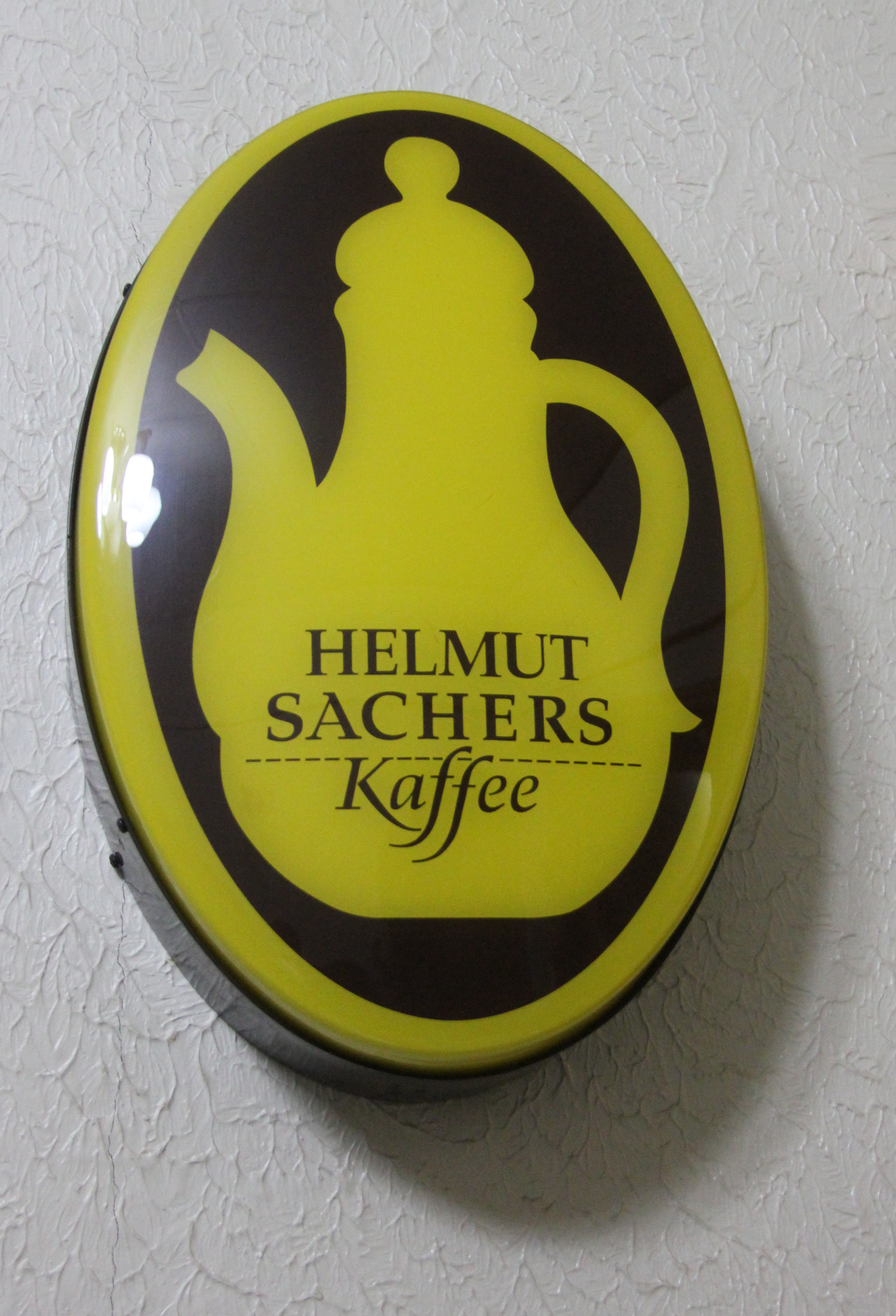
一角にあるヘルムートザッハースコーヒー店

## 関連書籍
- 朝鮮民主主義人民共和国文化保存指導局写真帳編集室 編『朝鮮中央歴史博物館』朝鮮中央歴史博物館、1979年。NDLJP:12173139。